# Shaqari
Shaqarí (alb. Ishulli i Shaqarisë) je albanski otočić u u  Skadarskom jezeru.
Nalazi se nasuprot sela Široka (alb. Shiroka). Otok je sa Širokom povezan mostom i na otoku se nalazi zgrada.